# ザ・ビートルズ BOX
『ザ・ビートルズ BOX』（英語: The Beatles Stereo Box Setまたは英語: The Beatles: Stereo Box）は、ビートルズのCD-BOXである。2009年9月9日に『ザ・ビートルズ MONO BOX』や音楽ゲーム『The Beatles: Rock Band』（日本未発売）と同時発売された。ステレオ盤・モノラル盤ともに、リマスタリングはEMIのレコーディング・エンジニアであるアラン・ラウスとガイ・マジー主導で行なわれた。
第53回グラミー賞の「Grammy Award for Best Historical Album」を受賞した。

## 内容
イギリス盤公式オリジナル・アルバム12作とアメリカ編集盤『マジカル・ミステリー・ツアー』、これらのアルバムに収録されなかった楽曲を集めた編集盤『パスト・マスターズ』をコンパイルした作品。1988年にも同じ内容のボックスセット『The Beatles Box Set』が発売されているが、本作では収録曲すべてにリマスタリングが施されている（2009年度改訂デジタル・マスター使用）。
本作に収録されている14作品のうち、『プリーズ・プリーズ・ミー』から『ビートルズ・フォー・セール』までの4作品は、初のステレオCD化となる。
CD-EXTRAとして、『パスト・マスターズ』以外のDISCには、日本語字幕入のアルバムに関するドキュメンタリー映像が収録されている。
2009年12月16日に本作に収録の全14タイトルの収録内容をFLAC 44.1kHz/24bit形式でUSBメモリに収録した『ザ・ビートルズ USB BOX』が、全世界で3万本限定でリリースされた。アップル・レコードのシンボルであるグリーン・アップルを模ったデザインとなっている。
本作は、第53回グラミー賞の「Grammy Award for Best Historical Album」を受賞した。2012年には本作のビニール版が発売された。

## ミックス
本作に収録されている作品のうち、セッションテープが現存せず、従来の作品では擬似ステレオ・ミックスで収録されていた「ラヴ・ミー・ドゥ」「P.S.アイ・ラヴ・ユー」「シー・ラヴズ・ユー」「アイル・ゲット・ユー」の4曲、特殊事情で従来の作品では擬似ステレオ・ミックスで収録されていた「オンリー・ア・ノーザン・ソング」、ステレオ・ミックスが存在しない「ユー・ノウ・マイ・ネーム」などの楽曲は、モノラル・ミックスで収録されている。そのため、これらの楽曲は、『ザ・ビートルズ MONO BOX』と重複している。
『ヘルプ!』『ラバー・ソウル』の2作品については、1987年の初CD化に際して、プロデューサーのジョージ・マーティンによってリミックスされた音源が使用されている。リミックス前のステレオ・ミックスは、『ザ・ビートルズ MONO BOX』に追加収録された。

## 内容
- DISC 1 : 『プリーズ・プリーズ・ミー』
- DISC 2 : 『ウィズ・ザ・ビートルズ』
- DISC 3 : 『ハード・デイズ・ナイト』
- DISC 4 : 『ビートルズ・フォー・セール』
- DISC 5 : 『ヘルプ!』
- DISC 6 : 『ラバー・ソウル』
- DISC 7 : 『リボルバー』
- DISC 8 : 『サージェント・ペパーズ・ロンリー・ハーツ・クラブ・バンド』
- DISC 9 : 『マジカル・ミステリー・ツアー』
- DISC 10-11 : 『ザ・ビートルズ（ホワイト・アルバム）』
- DISC 12 : 『イエロー・サブマリン』
- DISC 13 : 『アビイ・ロード』
- DISC 14 : 『レット・イット・ビー』
- DISC 15-16 : 『パスト・マスターズ』
- BONUS DVD : ミニ・ドキュメンタリー
  - 各オリジナル・アルバムに収録されているミニ・ドキュメンタリー映像を1枚にしたもの。